# Tombeau de Gül Baba
Le tombeau de Gül Baba ou turbe de Gül Baba (en hongrois : Gül Baba türbéje) est un mausolée musulman situé dans le 2e arrondissement de Budapest, dans lequel repose la dépouille de Gül Baba, poète ottoman et derviche Bektachi, mort à Budin en 1541. Il est la propriété de l'État turc.
C'est un lieu de pèlerinage pour les musulmans, qu'ils soient turcs, arabes ou iraniens. Il symbolise un des points extrêmes de l'avancée ottomane en Europe centrale et orientale.
Ce site est desservi par la station Margit híd, Budai hídfő :  4 6.